# Dielo Truda
Dielo Trudá (en ruso: Дело Труда, «Causa Obrera») fue una revista creada por la sociedad de veteranos anarquistas participantes en la Revolución rusa llamada «Grupo de Anarquistas Rusos en el Extranjero» a la que pertenecieron Néstor Majnó, Piotr Arshínov, Gregori Maksímov, Ida Mett y Nicholas Lazarévitch y demás exiliados de la Rebelión de Kronstadt y la Revolución majnovista.
El fanzine se publicaba en bimensualidades y vio la luz por primera vez en 1925. Era una revista basada en teoría anarcocomunista de una gran calidad.
No es hasta 1926 cuando se publica el panfleto con el título de Plate-forme d'organisation de l'Union générale des Anarchistes (Projet) («Proyecto de programa de organización de una Unión General de Anarquistas» en castellano), también llamado simplemente el Proyecto que planteaba una estructuración y unidad de la militancia anarquista como solución al fracaso en la Revolución rusa. No tuvo muy buena acogida entre los anarquistas de la época tales como Errico Malatesta, Max Nettlau, Camillo Berneri o Luigi Fabbri que les acusaron de «bolchevizar» el anarquismo.
Tras una conferencia en 1927 y un posterior artículo en 1929 contra las críticas al proyecto, este falló a nivel internacional pero tuvo una cierta repercusión en algunos movimientos.
Cambió de sede de París a Chicago por presión de las autoridades francesas. La revista publicó con el nombre Dielo Trudá hasta 1939 debido a su fusión con una revista anarcosindicalista y pasó a llamarse Dielo Trudá-Probuzhdénie la cual publicó hasta 1950 de la mano de Gregori Maximoff.

## Propuestas delProyecto
Tras el mal recibimiento del Proyecto el grupo Dielo Trudá hizo una invitación a una conferencia internacional el 5 de febrero de 1927 en la cual plasmó su ideario a cerca de la plataforma:
- Reconocer la lucha de clases como la base del anarquismo.
- Mantener firme el comunismo libertario y su base ideológica.
- Reconocer el sindicalismo como principal método de lucha y organización.
- Reconocer la necesidad de la Unión General de Anarquistas como base de unificación ideológica.
- Reconocer la necesidad de un programa para la realización de la revolución social.

## Repercusión
- En Francia los «plataformistas» controlaron el movimiento algunas veces y otras se vieron obligados a separarse y formar sus propias organizaciones.
- En Italia fue creada la efímera Unione Anarco-comunista Italiana que se extinguió muy rápidamente.
- En Bulgaria se planteó una remodelación de la Federación de Anarquistas Comunistas de Bulgaria (F.A.C.B.) sobre la base de un modelo «plataformista» aunque sin dejar de lado las usuales tácticas del movimiento libertario pero los «plataformistas» más radicales se opusieron y lo denunciaron publicando un número en su revista semanal Probujdane.
- En Polonia la Federación Anarquista de Polonia (A.F.P.) reconoció parte de las propuestas del Proyecto pero negó el «plataformismo» debido a su supuesto carácter autoritario.
- En España no tuvo casi ningún reconocimiento ya que acababa de crearse en 1927 la Federación Anarquista Ibérica. Más tarde en 1977 analizaría la repercusión del «plataformismo» Juan Gómez Casas.[4]